# Cianuro d'argento
Il cianuro di argento è il composto chimico di formula AgCN. In condizioni normali è un solido bianco e inodore, che fonde a 350 °C. È un sale contenente l'anione cianuro, CN−. Come molti cianuri, anche il cianuro di argento è molto tossico.

## Struttura
Allo stato solido la struttura consiste di catene dove si ripete all'infinito la sequenza Ag−C≡N−Ag−C≡N−. Le distanze Ag−C e Ag−N sono rispettivamente 2,15 e 1,86 Å. Il numero di coordinazione 2 è tipico del catione Ag+, ed è ben noto che l'anione cianuro può legarsi a ponte tra due metalli di transizione, come illustrato dal caso più famoso del blu di Prussia.

## Sintesi
AgCN è insolubile in acqua, e si ottiene facilmente per precipitazione aggiungendo cianuro di sodio ad una soluzione contenente cationi Ag+. Questa reazione di precipitazione è a volte usata in alcune procedure per recuperare argento da soluzioni.

## Reattività
AgCN è un composto stabile in assenza di umidità e di diossido di carbonio. Tuttavia, reagisce con umidità e diossido di carbonio contenuti nell'aria liberando acido cianidrico. Per decomposizione termica all'aria forma acido cianidrico e ossidi di azoto.
AgCN è insolubile in acqua, ma si scioglie in presenza di cianuro, ammoniaca o altri leganti come fosfine terziarie, formando complessi a numero di coordinazione 2, tipo [Ag(NH3)2]+. 
Il cianuro di argento reagendo con altri anioni può formare materiali molto complessi.
Può essere usato anche per formare materiali luminescenti.

## Uso
Il cianuro d'argento è un intermedio che si forma durante l'estrazione di argento dai suoi minerali. Il minerale viene trattato con una soluzione di cianuro di sodio in acqua, in presenza di ossigeno atmosferico. Inizialmente precipita AgCN, ma in presenza di eccesso di ioni cianuro si forma lo ione complesso solubile dicianoargentato(I), [Ag(CN)2]−. Questo processo è detto lisciviazione con cianuro ed è usato anche per l'estrazione di oro. 
Il cianuro di argento è usato anche per galvanostegia (argentatura) e per la preparazione di isocianuri.